# Eudocima apta
Eudocima apta là một loài bướm đêm thuộc họ Erebidae. Nó được tìm thấy ở large parts của Brasil. At times it migrates phía bắc into Hoa Kỳ.
Sải cánh dài khoảng 45 mm.